# Gerhard Gleich
Gerhard Gleich właśc. Gerhard Feest (ur. 23 października 1941 w Pradze) – austriacki artysta, plastyk, intelektualista, profesor Akademii Sztuk Pięknych w Wiedniu.
Studiował w wiedeńskiej ASP u profesora Alberta Paris Gütersloha. W latach 1972–1997, był asystentem u prof. Wolfganga Hollegha. Dziś pracuje w dziale Sztuka konceptualna (prof. Marina Grzinic). Po zawarciu małżeństwa w 2000 r. z polsko-austriacką malarką Joanną Gleich przyjął jej nazwisko.